# Wingspan: Hits and History
Wingspan: Hits and History (рус. Размах крыла: Хиты и история) — альбом-сборник лучших песен Пола Маккартни, выпущенный в 2001 году. В альбоме собраны песни за период начиная с его первого сольного альбома McCartney (1970) и до альбома с саундтреком к фильму Передай привет Брод-стрит (1984) включительно. Издание считается сборником именно Пола Маккартни, несмотря на то что некоторые песни написаны и исполнены группой Wings.
Американское и британское издания немного отличаются: в британское издание вошла студийная версия песни «Coming Up», а в американское — запись исполнения этой песни на концерте в Глазго (эта версия записи в своё время достигла 1-го места в чарте синглов журнала Billboard). В японском издании альбома была добавлена как бонус-трек песня «Eat at Home», изданная как сингл в 1971 году в «не-английско-говорящем» мире.

## Об альбоме
За период, охватываемый сборником (1970—1984), Маккартни участвовал в работе над 15 альбомами: пятью сольными альбомами; одним альбомом, созданным совместно с женой Линдой; девятью альбомами, созданными в составе группы Wings (включая сборник лучших песен группы). В сборнике Wingspan представлены песни из каждого из этих альбомов, а также с нескольких синглов, не вошедших в сборник Wings Greatest. Однако, в сборник не вошли совместные работы Маккартни в этот же период — песни, сочиненные и записанные в соавторстве с Стиви Уандером и Майклом Джексоном.
Альбом разделён на две части: первый диск, «Hits» (Хиты), содержит записи, которые имели большой коммерческий успех; второй диск, «History» (История), включает записи, которые хотя и не были столь успешны на рынке, но более любимы поклонниками Маккартни.

## Выпуск альбома
Сборник был выпущен 7 мая 2001. Сборник был коммерчески успешен: в США он достиг в чарте Billboard 200 2-го места; количество продаж в США превысило 221 тысячу экземпляров за первую неделю после выхода. В чарте США альбом продержался 14 недель, на конец 2005 года было продано около 970 тысяч экземпляров. Альбом сертифицирован как «дважды платиновый» Американской ассоциацией звукозаписывающих компаний (RIAA); также сертифицирован как «золотой» в Великобритании, Австралии и Новой Зеландии.
Одновременно с альбомом был выпущен телевизионный документальный фильм, названный просто Размах крыла; фильм показывался в телеэфире многими телекомпаниями мира. На VHS и DVD была издана дополненная версия документального фильма — под названием «Wingspan — An Intimate Portrait» (рус. Размах крыла: Интимный портрет); в этой версии фильма большее внимание уделено рассказу об отношениях Пола и Линды — их знакомству, свадьбе, трудному последнему году карьеры Пола в The Beatles, его роли в распаде группы, истории образования Wings, работе группы в 1970-е вплоть до решения о роспуске группы в 1980 году. Фильм спродюсировала дочь Пола и Линды Мэри Маккартни, которая также взяла интервью у своего отца, составившее основу фильма.

## Список композиций
Авторство всех песен — Пол Маккартни, кроме обозначенных особо.

### Диск 1: Hits (Хиты)
| №                   | Название                                                                           | Автор(ы)                       | Исполнитель            | Длительность |
| ------------------- | ---------------------------------------------------------------------------------- | ------------------------------ | ---------------------- | ------------ |
| 1.                  | «Listen to What the Man Said» (с альбома Venus and Mars)                           | Пол Маккартни, Линда Маккартни | Wings                  | 3:55         |
| 2.                  | «Band on the Run» (с альбома Band on the Run)                                      | Пол Маккартни, Линда Маккартни | Paul McCartney & Wings | 5:12         |
| 3.                  | «Another Day»                                                                      | Пол Маккартни, Линда Маккартни | Пол Маккартни          | 3:42         |
| 4.                  | «Live and Let Die»                                                                 | Пол Маккартни, Линда Маккартни | Paul McCartney & Wings | 3:12         |
| 5.                  | «Jet» (с альбома Band on the Run)                                                  | Пол Маккартни, Линда Маккартни | Paul McCartney & Wings | 4:08         |
| 6.                  | «My Love» (с альбома Red Rose Speedway)                                            | Пол Маккартни, Линда Маккартни | Paul McCartney & Wings | 4:08         |
| 7.                  | «Silly Love Songs» (с альбома Wings at the Speed of Sound)                         | Пол Маккартни, Линда Маккартни | Wings                  | 5:54         |
| 8.                  | «Pipes of Peace» (с альбома Pipes of Peace)                                        |                                | Пол Маккартни          | 3:26         |
| 9.                  | «C Moon»                                                                           | Пол Маккартни, Линда Маккартни | Wings                  | 4:34         |
| 10.                 | «Hi, Hi, Hi»                                                                       | Пол Маккартни, Линда Маккартни | Wings                  | 3:08         |
| 11.                 | «Let 'Em In» (с альбома Wings at the Speed of Sound)                               | Пол Маккартни, Линда Маккартни | Wings                  | 5:10         |
| 12.                 | «Goodnight Tonight»                                                                |                                | Wings                  | 4:21         |
| 13.                 | «Junior's Farm» (Диджей-версия, оригинальная версия - на альбоме Wings Greatest)   | Пол Маккартни, Линда Маккартни | Paul McCartney & Wings | 3:03         |
| 14.                 | «Mull of Kintyre»                                                                  | Пол Маккартни, Денни Лэйн      | Wings                  | 4:44         |
| 15.                 | «Uncle Albert/Admiral Halsey» (с альбома Ram)                                      | Пол Маккартни, Линда Маккартни | Пол и Линда Маккартни  | 4:49         |
| 16.                 | «With a Little Luck» (Диджей-версия, оригинальная версия - на альбоме London Town) |                                | Wings                  | 3:13         |
| 17.                 | «Coming Up» (с альбома McCartney II)                                               |                                | Пол Маккартни          | 3:53         |
| 18.                 | «No More Lonely Nights» (с альбома Give My Regards to Broad Street)                |                                | Пол Маккартни          | 4:47         |
| Общая длительность: | Общая длительность:                                                                | Общая длительность:            | Общая длительность:    | 75:38        |

| №   | Название                                 | Исполнитель   | Длительность |
| --- | ---------------------------------------- | ------------- | ------------ |
| 17. | «Coming Up» (запись с концерта в Глазго) | Пол Маккартни | 3:28         |

| №   | Название                      | Автор(ы)                       | Исполнитель           | Длительность |
| --- | ----------------------------- | ------------------------------ | --------------------- | ------------ |
| 19. | «Eat at Home» (с альбома Ram) | Пол Маккартни, Линда Маккартни | Пол и Линда Маккартни | 3:22         |

### Диск 2: History (История)
| №                   | Название | Автор(ы)                       | Исполнитель            | Длительность |
| ------------------- | --- | ------------------------------ | ---------------------- | ------------ |
| 1.                  | «Let Me Roll It» (с альбома Band on the Run)                                                                                         | Пол Маккартни, Линда Маккартни | Paul McCartney & Wings | 4:50         |
| 2.                  | «The Lovely Linda» (с альбома McCartney)                                                                                             |                                | Пол Маккартни          | 0:45         |
| 3.                  | «Daytime Nighttime Suffering» |                                | Wings                  | 3:22         |
| 4.                  | «Maybe I'm Amazed» (с альбома McCartney)                                                                                             |                                | Пол Маккартни          | 3:51         |
| 5.                  | «Helen Wheels» (с альбома Band on the Run (американское издание))                                                                    | Пол Маккартни, Линда Маккартни | Paul McCartney & Wings | 3:45         |
| 6.                  | «Bluebird» (с альбома Band on the Run)                                                                                               | Пол Маккартни, Линда Маккартни | Paul McCartney & Wings | 3:24         |
| 7.                  | «Heart of the Country» (с альбома Ram)                                                                                               | Пол Маккартни, Линда Маккартни | Paul & Linda McCartney | 2:24         |
| 8.                  | «Every Night» (с альбома McCartney)                                                                                                  |                                | Пол Маккартни          | 2:34         |
| 9.                  | «Take It Away» (Версия для сингла, оригинальная версия - на альбоме Tug of War)                                                      |                                | Пол Маккартни          | 4:04         |
| 10.                 | «Junk» (с альбома McCartney) |                                | Пол Маккартни          | 1:56         |
| 11.                 | «Man We Was Lonely» (с альбома McCartney)                                                                                            |                                | Пол Маккартни          | 2:58         |
| 12.                 | «Venus and Mars/Rock Show» (Версия для сингла, оригинальная версия - на альбоме Venus and Mars)                                      | Пол Маккартни, Линда Маккартни | Wings                  | 3:45         |
| 13.                 | «The Back Seat of My Car» (с альбома Ram)                                                                                            |                                | Пол и Линда Маккартни  | 4:29         |
| 14.                 | «Rockestra Theme» (с альбома Back to the Egg)                                                                                        |                                | Wings                  | 2:36         |
| 15.                 | «Girlfriend» (с альбома London Town)                                                                                                 |                                | Wings                  | 4:43         |
| 16.                 | «Waterfalls» (Диджей-версия, оригинальная версия - на альбоме McCartney II)                                                          |                                | Пол Маккартни          | 3:23         |
| 17.                 | «Tomorrow» (с альбома Wild Life) | Пол Маккартни, Линда Маккартни | Wings                  | 3:25         |
| 18.                 | «Too Many People» (с альбома Ram) |                                | Пол и Линда Маккартни  | 4:10         |
| 19.                 | «Call Me Back Again» (с альбома Venus and Mars)                                                                                      | Пол Маккартни, Линда Маккартни | Wings                  | 4:59         |
| 20.                 | «Tug of War» (Версия для сингла, оригинальная версия на альбоме Tug of War)                                                          |                                | Пол Маккартни          | 4:04         |
| 21.                 | «Bip Bop/Hey Diddle» (До этого не издавалась; записана в 1971)                                                                       | Пол Маккартни, Линда Маккартни | Пол и Линда Маккартни  | 3:34         |
| 22.                 | «No More Lonely Nights (Playout version)» (Отредактированная версия, оригинальная версия на альбоме Give My Regards to Broad Street) |                                | Пол Маккартни          | 3:55         |
| Общая длительность: | Общая длительность: | Общая длительность:            | Общая длительность:    | 77:26        |

## Чарты и сертификации

### Позиции в чартах
| Страна             | Чарт (2001)                | Позиция |
| ------------------ | -------------------------- | ------- |
| Австралия          | ARIA Albums Chart          | 14      |
| Австрия            | Albums Chart               | 28      |
| Бельгия (Фландрия) | Albums Chart (Flanders)    | 21      |
| Бельгия (Валлония) | Albums Chart (Wallonia)    | 27      |
| Канада             | Canadian Albums Chart      | 4       |
| Дания              | Albums Chart               | 18      |
| Голландия          | Mega Albums Top 100        | 32      |
| Германия           | Media Control Albums Chart | 20      |
| Италия             | Albums Chart               | 18      |
| Япония             | Oricon Weekly Albums Chart | 13      |
| Новая Зеландия     | Albums Chart               | 13      |
| Норвегия           | VG-lista Albums Chart      | 5       |
| Швеция             | Albums Chart               | 49      |
| Великобритания     | UK Albums Chart            | 5       |
| США                | Billboard 200              | 2       |

### Чарты по итогам года
| Страна         | Чарт (2001)        | Позиция |
| -------------- | ------------------ | ------- |
| Италия         | Albums Chart       | 196     |
| Великобритания | UK Albums Chart    | 152     |
| США            | Billboard Year-End | 126     |

### Сертификации и количество продаж
| Регион                                                            | Сертификация   | Количество продаж |
| ----------------------------------------------------------------- | -------------- | ----------------- |
| Австралия; (ARIA)                                                 | Золотой        | 35,000^           |
| Япония; (Oricon Charts)                                           |                | 56,000            |
| Новая Зеландия; (RIANZ)                                           | Золотой        | 7,500^            |
| Великобритания (BPI)                                              | Золотой        | 100,000^          |
| США (RIAA)                                                        | 2 х Платиновый | 1,000,000^        |
| ^ — данные по количеству продаж базируются только на сертификации |                |                   |